# Гавриил Попов
Гавриѝл Никола̀евич Попо̀в (на руски: Гавриил Николаевич Попов) е руски композитор.
Роден е на 12 септември (30 август стар стил) 1904 година в Новочеркаск, Област на Донската войска, в семейството на учител. Постъпва в Донската консерватория в Ростов на Дон, след което се премества в Ленинградската консерватория, която завършва през 1927 година. От началото на кариерата си има значителен успех, но често е критикуван от режима за негови експериментални композиции и през голяма част от живота си се прехранва с писане на филмова музика, а класическите му произведения не се изпълняват.
Гавриил Попов умира на 17 февруари 1972 година в Репино.